# Arabis ottonis-schulzii
Arabis ottonis-schulzii är en korsblommig växtart som beskrevs av Joseph Friedrich Nicolaus Bornmüller och Erwin Gauba. Arabis ottonis-schulzii ingår i släktet travar, och familjen korsblommiga växter. Inga underarter finns listade i Catalogue of Life.